# Franz Jacob Heinrich Kreibich

Franz Jakob Heinrich Kreibich, Lithographie von Franz Eybl, 1833

Franz Jacob Heinrich Kreibich, auch: František Jakub Jindřich Kreibich (* 25. Juli 1759 in Steinschönau, Böhmen; † 17. Dezember 1833 in Leitmeritz, Böhmen) war ein böhmischer Geistlicher und Kartograph.
Kreibich war ab 1785 Kaplan, ab 1795 Pfarrer und von 1817 bis 1829 Dekan in Schüttenitz.  Er schuf eine Karte der Diözese Leitmeritz, des Böhmischen Kreises und eine Postlandkarte des Königreiches Böhmen. Zu seinen weiteren Werken gehören Karten von Böhmen und Franken. Im Jahr 1826 veröffentlichte er die Karte der Herrschaft Steinschönau.
Kreibich war Ehrenmitglied des böhmischen Museums. Bis zu seiner Versetzung in den Ruhestand im Jahre 1829 machte er auch regelmäßige Wetterbeobachtungen in Nordböhmen.

## Werke
- Post-Charte vom Königreiche Böheim, Hrsg.: C. E. Rainold, Prag 1819
- Charte vom Berauner Kreise des Königreichs Böheim nach zuverlässigen astronomischen Ortsbestimmungen und geographischen Hülfsmitteln, Hrsg.: C. E. Rainold, Prag 1820
- Charte vom Königreiche Böheim nach den Ortsbestimmungen des k. Astronom Alois David und nach zuverlässigen geographischen Hülfsmitteln neu bearb. und gezeichnet von Fr. Jac. H. Kreibisch, Kunst- und Landkarten-Handlung Berra, Prag 1820 sowie A. G. Schneider & Weigel, Nürnberg 1820 (Digitalisat der Universitätsbibliothek Bern)
- Neuester und vollständigster Atlas des Königreiches Böhmen, bestehend aus 16 speciellen Kreiskarten, Verlag C. W. Enders, Prag 1826–1834 (Digitalisat)
- Geognostische Karte der Umgebungen von Bilin und Teplitz von August Emanuel von Reuss, Franz Jacob Heinrich Kreibich und Carl Wilhelm Medau, Verlag der Medau'schen Buch- & Kunsthandlung, Leitmeritz 1840